# Eugénie Buffet
Pour les articles homonymes, voir Buffet.
Surnommée « la Cigale nationale », Eugénie Buffet est une chanteuse française de music-hall. Née le 26 novembre 1866 à Tlemcen (Algérie française) et morte le 10 mars 1934 à Paris, elle est l'une des premières, si ce n'est la première interprète du genre de chanson dit réaliste, dont Édith Piaf sera la plus célèbre par la suite.

## Biographie
Sa mère est couturière et son père soldat de profession meurt en 1872, à l'hôpital militaire d'Oran, des suites de blessures. Sa mère la fait admettre chez les Sœurs Trinitaires à l'Institution Saint‐Louis d'Oran. De faible constitution, elle n'y reste que jusqu'à sa première communion, lit et écrit à grand peine. Une tante pourvoit ensuite à son éducation de femme d’intérieur. Elle souffrira longtemps de son manque d'instruction élémentaire. 
Un de ses cousins la poursuivant de ses assiduités, ayant abusé d'elle, elle supplie sa mère de l'éloigner. Celle-ci la place chez un huissier de Mascara en qualité de bonne à tout faire. Elle y rencontre Charles de Foucauld, cherchant sa voie comme elle. De retour à Oran, le dimanche, sa mère l’emmène au théâtre, ce qui éveille sa vocation. 
À dix‐sept ans, elle débute dans le rôle d'un page du « Petit Duc » au théâtre de Mostaganem et gagne cent francs par mois. Recueillie par un clerc de notaire, elle le quitte peu après pour tenter sa chance dans le théâtre à Marseille où elle arrive pendant la dernière épidémie de choléra (1884). Elle est subjuguée par le nombre des célébrités qui s'y produisent, notamment à l'Alcazar. Toutefois, son manque d'éducation et de formation écartent d'elle les rôles. Elle se retrouve dans la misère à Tunis, mais elle est de nouveau recueillie par le clerc de notaire, cette fois à Alger. Pourtant elle le requittera pour tenter de nouveau sa chance à Marseille. Huée et sifflée, elle désespère mais recueillie par le Comte Guillaume d'Oilliamson (1855-1897), lequel en fait sa maîtresse et l'emmène à Paris. 
Après un court séjour à l'hôtel Continental, il l'installe rue Richepanse, lui fait donner des leçons de maintien, l'habille chez les grands couturiers, modistes, l'introduit dans la grande bourgeoisie en l’emmenant au restaurant, champs de course, théâtre. Elle rencontre Louis de Tarente, François de Noailles, Serge de Morny et autres célébrités dont elle avoue préférer les manœuvres de séduction à l'argot des trafiquants de la Canebière. 
Las d’être trompé, le comte d'Oilliamson la quitte en lui laissant un pécule. Eugénie Buffet s'installe rue Royale et rencontre le comte Arnold de Contades, lequel l'installe 17 rue de La Trémoille. Elle débute au théâtre des Variétés au même moment. 

Installée avenue Frochot à Paris avec Léopold Stevens, elle se présente au concours d'Yveling Rambaud. Elle est 15 jours sur les planches du théâtre des Bouffes-du-Nord pour jouer La Goualeuse d'Armand Lévy et Gaston Marot. 
Après la tornade du 18 juin 1897 à Asnières-sur-Seine, elle va chanter dans les rues de la ville pour remonter le moral des sinistrés, le transport de son piano sur un camion étant pris en charge par son ami Louis Vuitton. 
Lors de l'exposition universelle de 1900, elle passe plusieurs heures par jour à chanter devant La Pomme de Pin.
Fatiguée, elle part voyager avec Léopold Stevens en Espagne. Ils passent par l'Algérie où elle recueille la fille de parents pauvres, Marthe Yzoard, qui part à Paris avec le couple. À son retour à Paris en 1902, elle fonde le cabaret La Purée sur le boulevard de Clichy, mais le préfet de police Louis Lépine restreint son accès sur la base que ses spectacles « politiques » influencent directement les élections municipales parisiennes de 1902.
Elle participe en 1903 aux conférences de la La Fédération nationale antijuive.
Un jour, elle rend visite à Paul Verlaine mais se voit chassée de son immeuble par son amante Eugénie Krantz qui la blesse au bras.
Eugénie Buffet meurt le 10 mars 1934 au sein de l'Hôpital de la Salpêtrière dans le 13e arrondissement de Paris, et est inhumée dans le cimetière de Montrouge.

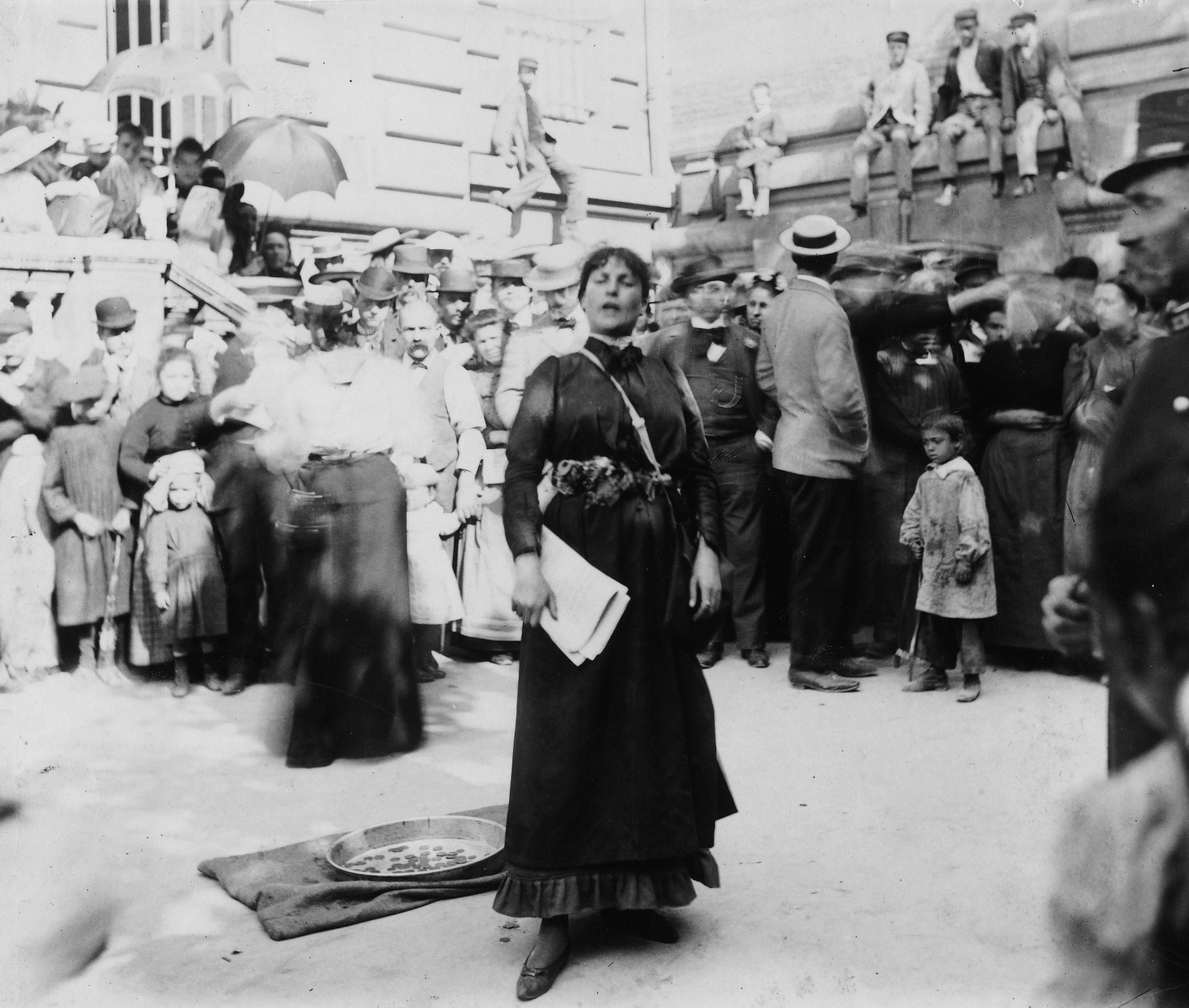
Eugénie Buffet photographiée par Eugène Atget (vers 1895).
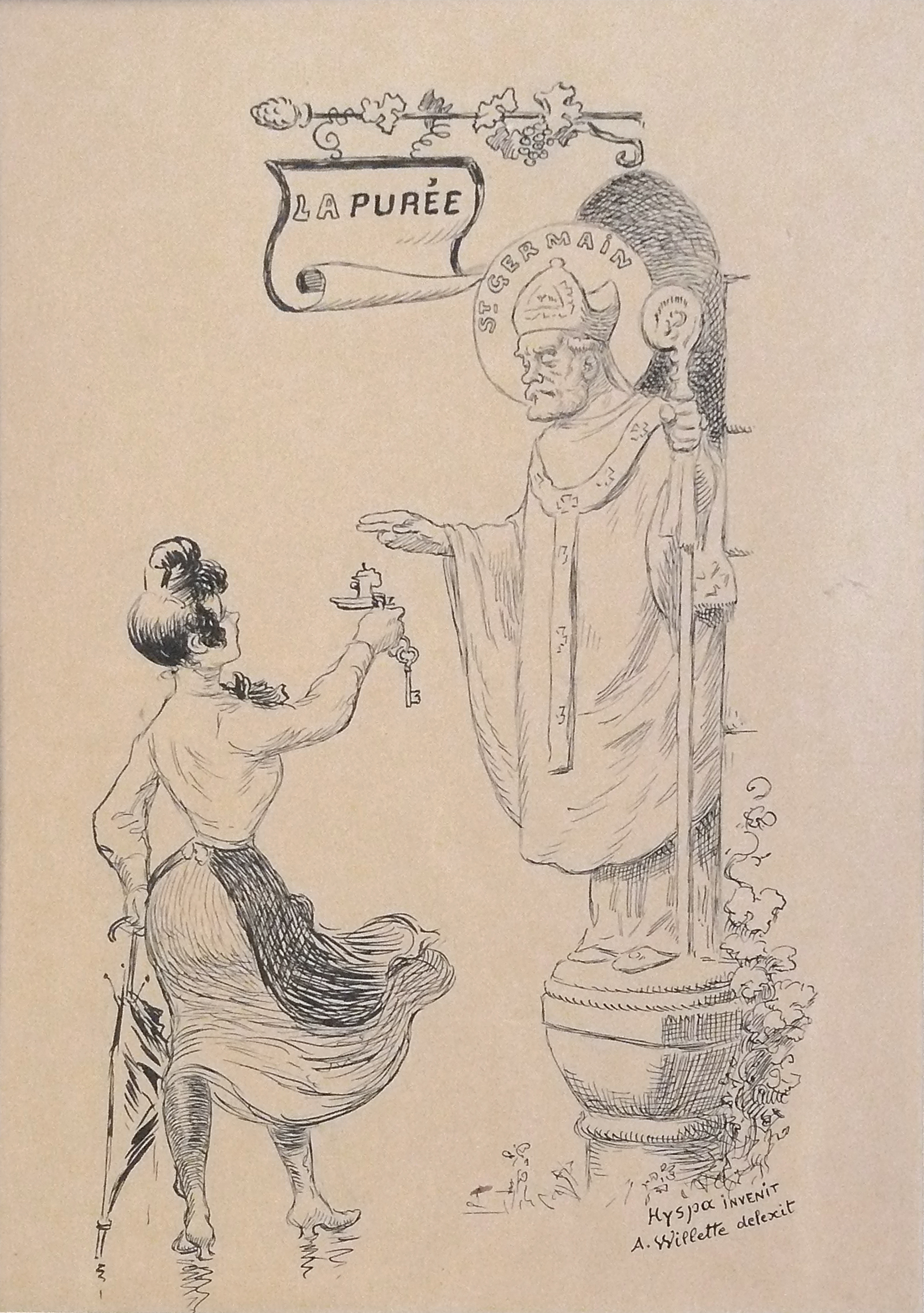
Portrait de Willette A. - Ink.
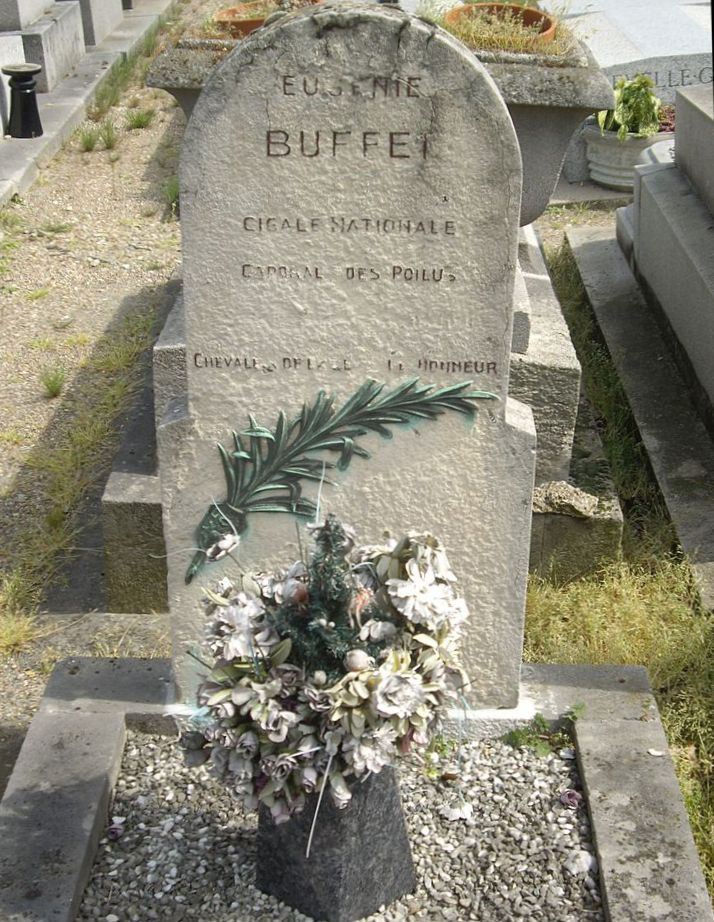
Tombe d'Eugénie Buffet au cimetière de Montrouge.

## Genre
Eugénie Buffet est une «chanteuse du pavé», la première chanteuse réaliste française (Édith Piaf étant considérée comme la dernière du genre). Lorsqu'elle est emprisonnée pour ses vues boulangistes, elle sympathise avec des prostituées (pierreuses) et s'habille à leur manière à sa sortie de prison. Ses chansons deviennent alors chargées de réalisme social et dramatique.
Jean Richepin la décrit ainsi dans un article du  1er février 1897 publié dans Le Journal: « La mimique, de geste et de physionomie, est extraordinairement expressive [...] La voix n'est pas cataloguable [...] on la trouve petite, presque faible ; une voix de gamine, une voix d'oiseau, agréable et charmante. »
Le timbre de sa voix lui vaudra l'épithète de « cigale nationale ». Pour son engagement auprès des troupes, Eugénie Buffet sera surnommée le « caporal des poilus ».

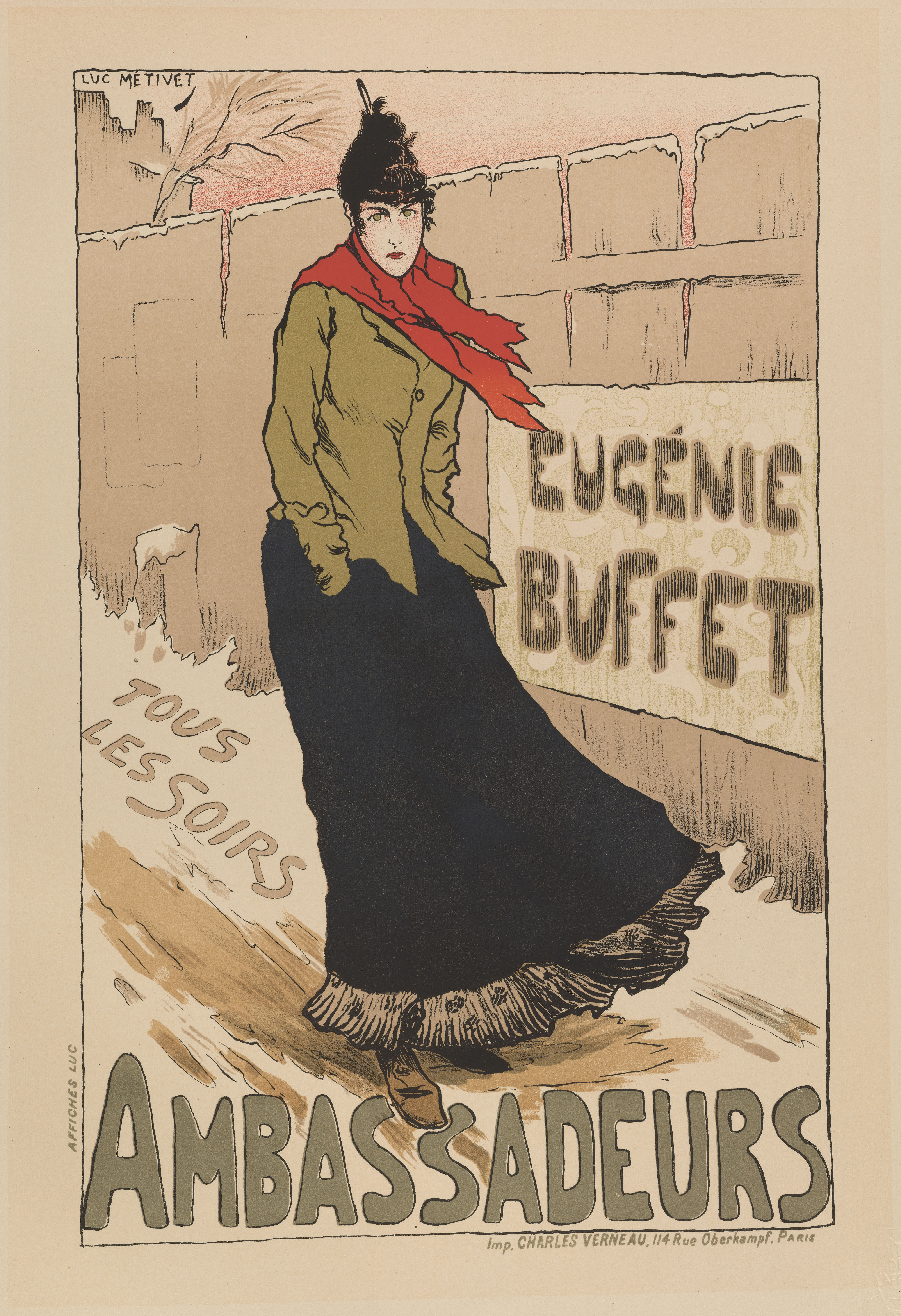
Affiche réalisée par Lucien Métivet.
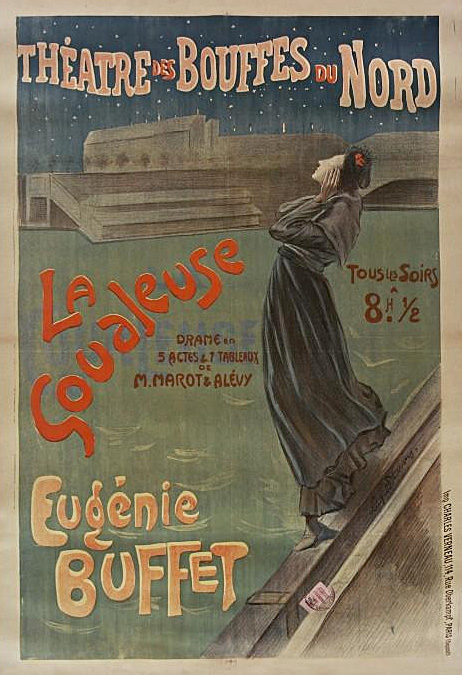
Affiche réalisée par Léopold Stevens.
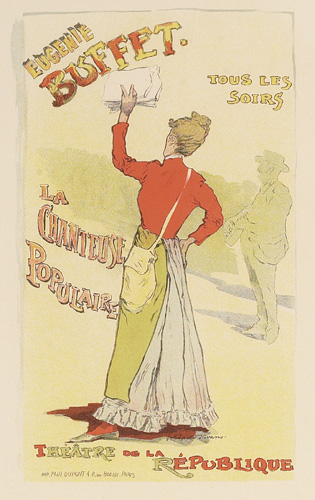
Affiche réalisée par Léopold Stevens.

Quelques succès
- À Saint-Lazare
- La Paimpolaise (paroles de Théodore Botrel musique d'Eugène Feautrier 1895)
- La Sérénade du pavé (paroles et musique de Jean Varney, éd. Ondet, 1892)[6]
- Les Housards de la Garde
- Ma chanson
- Rosalie (paroles et musique de Théodore Botrel)
- Déclaration
- La Voix de Maman
- Les Mères d'à présent

## Publications

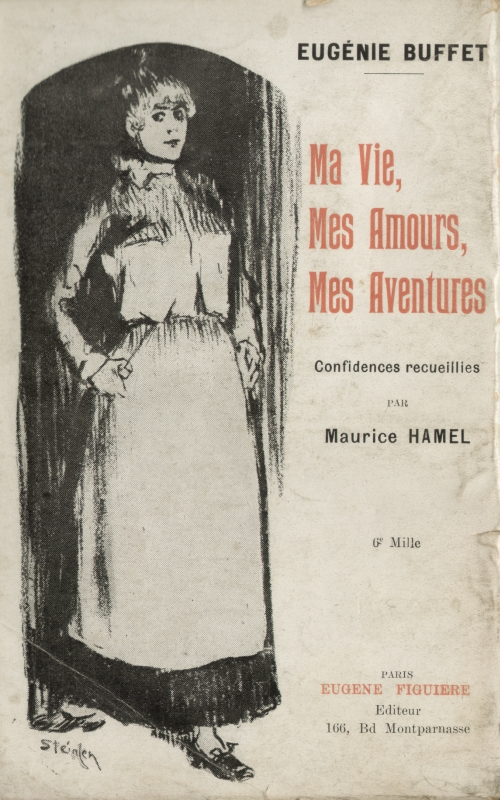
Couverture de la biographie d'Eugénie Buffet.

- Ma vie, mes amours, mes aventures, confidences recueillies par Maurice Hamel, E. Figuière, Paris, 1930 (« Texte intégral sur gallica »(Archive.org • Wikiwix • Archive.is • Google • Que faire ?))

## Filmographie
Actrice
- 1925 : La Joueuse d'orgue de Charles Burguet
- 1927 : Napoléon d'Abel Gance : Laetitia Bonaparte

Chanson
- 1931 : La Chienne de Jean Renoir, La Sérénade du pavé

## Hommages
Le peintre Léopold Stevens a réalisé plusieurs portraits d'Eugénie Buffet.
En 1955, Édith Piaf tient le rôle d'Eugénie Buffet dans le film French Cancan de Jean Renoir.